# Saint-Remy (Luxemburg)
Saint-Remy is een plaats in de Belgische Provincie Luxemburg in de gemeente Virton.
Deelgemeenten: Bleid · Ethe · Latour · Ruette · Saint-Mard · Virton

Overige dorpen: Chenois · Gomery · Grandcourt · Saint-Remy

Belgische gemeenten · Arrondissement Virton · Luxemburg · Wallonië